# Поелово
Поелово — село в Юрьев-Польском районе Владимирской области России, входит в состав Красносельского сельского поселения.

## География
Село расположено в 3 км на запад от райцентра города Юрьев-Польский.

## История
В XIX — начале XX века село входило в состав Ильинской волости Юрьевского уезда, с 1925 года — в составе Юрьевской волости Юрьев-Польского уезда Иваново-Вознесенской губернии. В 1859 году в селе числился 41 двор, в 1905 году — 42 двора.
С 1929 года село входило в состав Ильинского сельсовета Юрьев-Польского района, с 1959 года — в составе Дроздовского сельсовета, с 1963 года — в составе Красносельского сельсовета, с 2005 года — в составе Красносельского сельского поселения.

## Население
| 1859 | 1905 | 2002 | 2010 | 2021 |
| ---- | ---- | ---- | ---- | ---- |
| 260  | ↗298 | ↘8   | →8   | ↗23  |